# Aepisaurus elephantius
Aepisaurus elephantius (gr. "lagarto alto") es la única una especie conocida del género dudoso  extinto Aepisaurus de dinosaurio saurópodo titanosauriano que vivió a mediados del período Cretácico, hace aproximadamente 100 millones de años, en el Albiense, en lo que es hoy Europa. Encontrado en Grès vert de Départamento de Vaucluse, Francia, es un oscuro género conocido por solo un húmero, hoy perdido.

## Descripción
El Paleontólogo francés Paul Gervais describió el género basándose en MNHN 1868-242, Un húmero encontrado en Mont Ventoux, cerca de Bédoin. El hueso tiene 90 centímetros de largo, con un ancho de 33 cm el extremo proximal, 15 cm en el centro y 25 cm en el distal end. De la misma localidad, se ha referido un diente cónico, que pudo pertenecer a una segunda especie mayor y se lo llama A. sp. (una práctica que denota que pertenece a un determinado género, pero su especie es desconocida) a partir de un húmero parcial y ulna. De este fósil se dedujo que medía entre 15 y 17 metros de longitud y que pesaba 10 000 kilogramos

## Descubrimiento e investigación
El género, y la especie A. elephantinus, fueron nombrados por Paul Gervais. A pesar de su falta de renombre, o quizás debido a esto, se ha escrito mal varias veces en la literatura científica, con las múltiples fechas para el año de descripción también. El año de descripción fue dado como 1853 por Glut (1997) y en algunas fuentes en línea, sin embargo The Paleobiology Database y en las dos ediciones de The Dinosauria usa 1852. El género es comúnmente mal escrito como "Aepysaurus", en  ambas ediciones de The Dinosauria y una crítica importante utilizan este error ortográfico. Aumentando la confusión, Friedrich von Huene en 1932 usó "Aepyosaurus" y Glut da incorrectamente a la especie como "A. elephantius".

## Clasificación
Le Loeuff (1993), en su revisión de los titanosaurianos europeos, no pudo localizar el espécimen tipo, y basándose en una ilustración de este, no le permitió que fuera colocado con otros saurópodos. El húmero, parecido al de un Titanosauridae, se lo ha referido típicamente a esta familia porque el delgado húmero se asemeja al de Laplatasaurus. Sin embargo, según lo dicho por McIntosh (1990), el hueso es también similar al de Camarasaurus y al de algunos braquiosáuridos. De acuerdo con proporciones, no podría ser colocado con los camarasáuridos ni con los titanosáuridos.  Los restos adicionales que Gervais le refirió de fueron quitados, y en el caso del diente, probablemente perteneció a un crocodilomorfo. Aunque McIntosh considerara el género como Sauropoda incertae sedis, en la última revisión junto con Le Loeuff lo enumeraron como saurópodo dudoso.